# Daga rondel

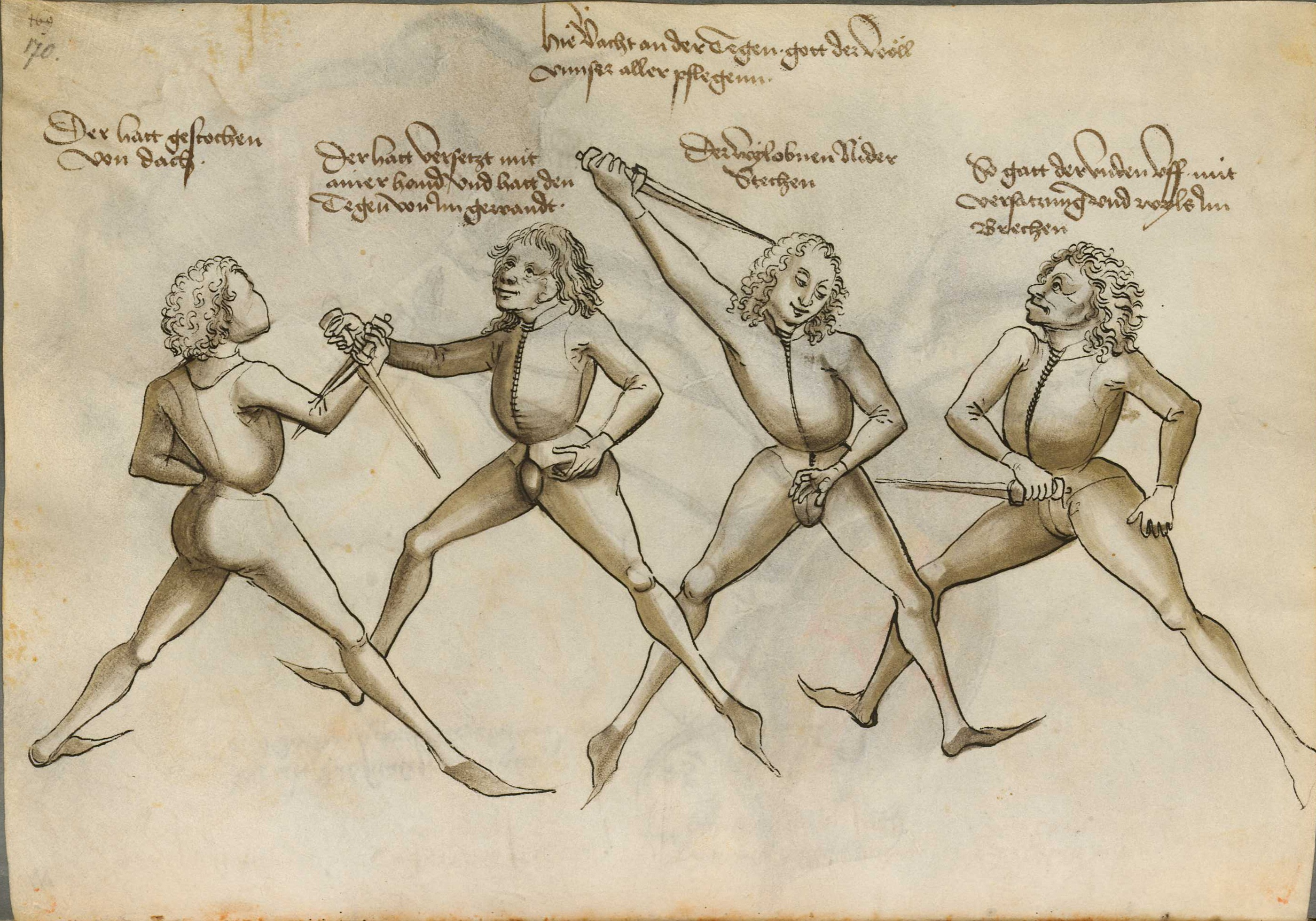
El Fechtbuch de Hans Talhoffer, representando combate en espacios cerrados con rodelas. Esta imagen procede de un manual de combate de 1467. Forma parte de una serie de imágenes en cual dos hombres luchan mano a mano con dagas rondel, dando a ver posibles ataques y defensas.

Una daga rondel o daga de rodela era un tipo de daga rígida utilizada en Europa durante la Baja Edad Media (a partir del siglo XIV). Una gran variedad de personas empleaba esta arma, entre ellas comerciantes y caballeros. Se llevaba a la cintura, como herramienta de uso general, arma de batalla, o bien como arma secundaria en un torneo de justas.

## Diseño y fabricación

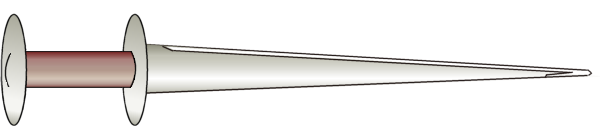
La forma básica de una daga rondel

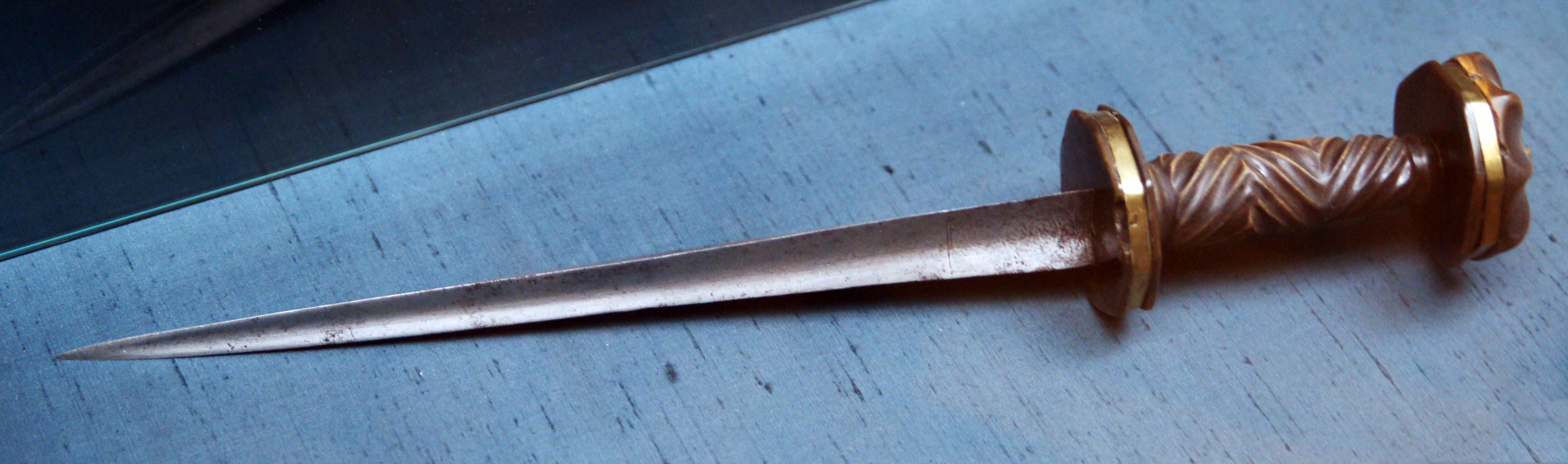
Daga rondel (Borgoña, hacia 1500)

La hoja era dura y estaba hecha de acero, típicamente larga y delgada con una punta de aguja estrechada que medía 30 cm o más. La daga entera podía medir hasta 50 cm. Rondel significa redondo o circular; la daga le debe el nombre a su cazoleta redonda (o de forma similar, octagonal por ejemplo) y a su pomo redondo o esférico.
La espiga de la hoja se prolongaba a través de la empuñadura, que era cilíndrica, y que también estaba tallada en hueso o madera. Mediante un corte transversal de la daga, se ve que la hoja era habitualmente lenticular, triangular o de forma de diamante. Uno o ambos filos del arma estarían afilados, así como la punta de las hojas. Se diseñaron principalmente para su uso de acción punzante con un agarre invertido, ya sea bajo el brazo o sobre el brazo, como un picahielo. También se habrían utilizado para cortar. La hoja larga y recta no habría servido para dar cuchilladas o sablazos. Este tipo de dagas eran ideales en batalla para perforar la cota de malla de los guerreros y aunque no hubiera sido capaz de atravesar armaduras de placas, sí entraban por huecos o juntas de armaduras y cascos. Frecuentemente esta era la única forma de matar a un caballero fuertemente blindado.
También existen algunas dagas rondel de cuatro cortes, es decir que vista de perfil, la hoja tiene forma de cruz. Estos puñales no habrían servido para cortar ni para uso como herramienta de utilidad general, sino como segundo brazo para punzar en batalla. Las rodelas que han sobrevivido y que hoy se encuentran en museos y en colecciones, normalmente son aquellas con artesanía fina y decoración rica. Es posible que las hojas estén grabadas, que la empuñadura esté ricamente tallada, y que la cazoleta y el pomo gocen de una decoración espléndida.

## Uso

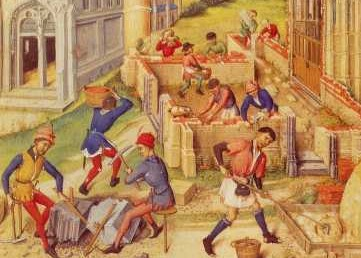
Comerciantes con rodelas atadas a la cintura

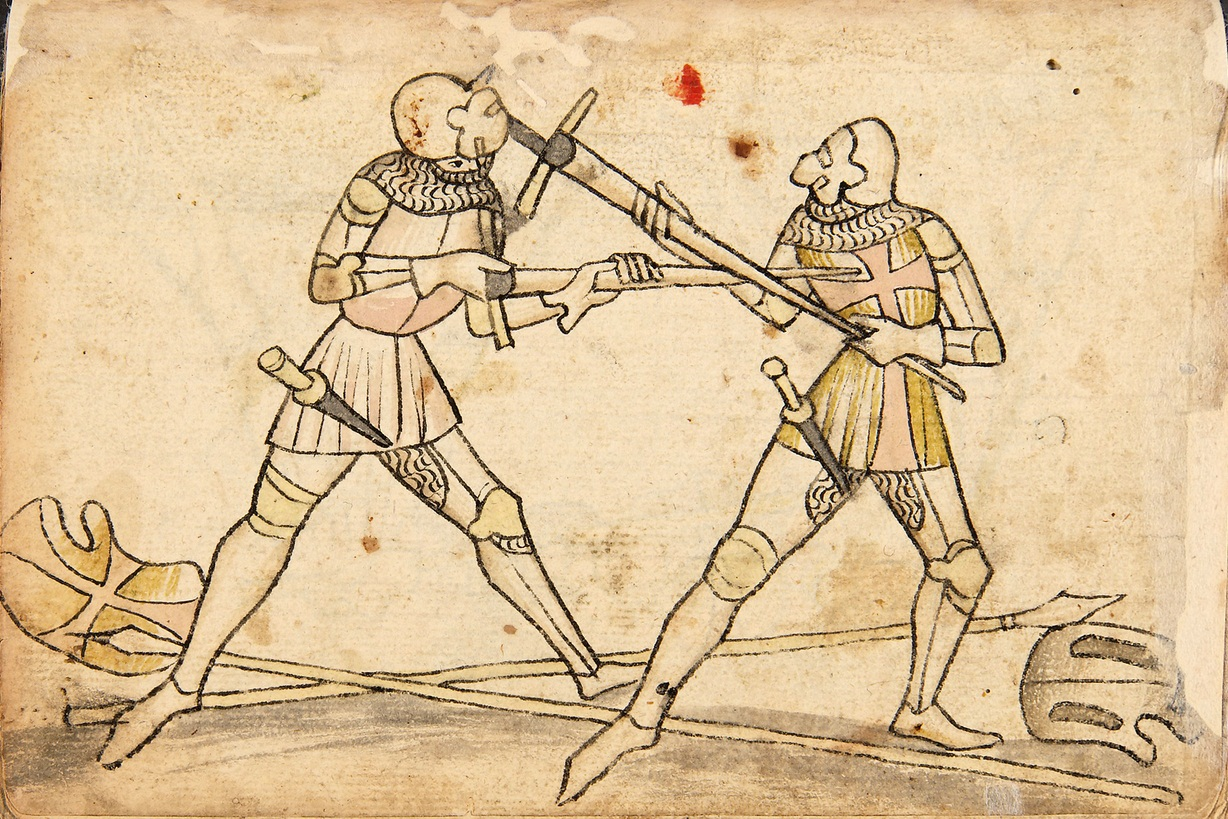
Combatientes blindados de espada larga con dagas rondel como arma de último recurso (Grabado 214, Codex Wallerstein,).

La daga rondel apareció en el siglo XIV, coincidiendo con la evolución de armadura de placas y procediendo de una daga antigua que se usaba durante los siglos XII y XIII. En el siglo XV ya era el arma estándar de los caballeros, que la utilizaban en combate, como en la Batalla de Agincourt en 1415. Eran seguramente un arma de último recurso o de última línea de defensa para el caballero que en el último momento luchaba cuerpo a cuerpo. Desde que fueron capaces de penetrar una armadura, por las articulaciones, o por medio de la visera del casco, las dagas rondel se habrían usado para forzar un caballero desbancado o herido a rendirse para pedir luego un buen rescate por el mismo. Las dagas también se lanzaban para derribar a caballeros enemigos para obligarles a presentar batalla, aunque una maza quizá habría sido más adecuada para esta tarea.
En el siglo XV, la daga rondel también se popularizó entre la clase media emergente. En una escena de una miniatura de Girado de Rosselló que representa la construcción de doce iglesias de Francia (hacia 1448), los comerciantes y artesanos pueden ser vistos llevando dagas rondel a la cintura. Antes del 1400 las dagas eran en realidad un arma de payés.
En sus manuales de combate de los años 1440 a 1460, Hans Talhoffer incluye numerosos ejemplos de técnicas para luchar con rodelas, ya sea en combate sin armas o en combate singular con armadura.